# Isola di L'dinka
L'isola di L'dinka o Isola dei ghiaccioli (in russo: Остров Льдинка, ostrov L'dinka) è un'isola russa nell'Oceano Artico che fa parte dell'arcipelago della Terra di Francesco Giuseppe.

## Geografia
L'isola di L'dinka si trova nella parte nord-orientale della Terra di Francesco Giuseppe; è situata a 90 m dalla costa sud-orientale della Terra di Alessandra, tra capo Abrosimov (Мыс Абросимова, mys Abrosimova) a sud e Capo Ghiacciato (Мыс Ледяной, mys Ledjanoj) a nord. Ha una forma allungata con una lunghezza di circa 180 m e una larghezza di 30–50 m; non ci sono rilievi significativi.
Il territorio è completamente ricoperto dal ghiaccio.
L'isola prende il nome dal termine russo Льдинк (L'dink) che significa appunto "ghiacciolo".

## Isole adiacenti
- Terra di Alessandra (Земля Александры, Zemlja Aleksandry), a ovest.
- Terra del Principe Giorgio (Земля Георга, Zemlja Georga), a est.